# Opopaea syarakui
Opopaea syarakui is een spinnensoort in de taxonomische indeling van de Dwergcelspinnen (Oonopidae).
Het dier behoort tot het geslacht Opopaea. De wetenschappelijke naam van de soort werd voor het eerst geldig gepubliceerd in 1967 door Komatsu.